# تلفزيون صوت ألمانيا
تلفزيون صوت ألمانيا (بالألمانية: DW-TV)‏ هو القناة الرسمية الألمانية للبث الخارجي لصوت ألمانيا، تبث صوت ألمانيا البرامج والأخبار والمعلومات عن طريق الأقمار الاصطناعية. بدأت صوت ألمانيا بث برامجها التلفزيونية في 1 أبريل 1992 وتتكفل بتقديم صورة شاملة عن ألمانيا في الخارج. القانون الأساسي لبث هذا البرنامج التلفزيوني هو قانون البث الإذاعي المستمد من القانون الاتحادي لصوت ألمانيا الذي تم في 16 ديسمبر 1997 وعُدل في 28 أكتوبر 2004. الغرض من ذلك هو النشر والترويج الواسع للأخبار والمواد وبث صورة شاملة عن ألمانيا وإعطاء صورة للجذور والقيم حول ألمانيا الاتحادية.
يحتوي برنامج صوت ألمانيا على مختلف النظريات حول المواضيع السياسية والثقافية والاقتصادية الهامة.

## التمويل
يتم تمويل صوت ألمانيا من الميزانية التي تمنحها لها جمهورية ألمانيا الاتحادية ومن إيرادات أخرى. يصل تمويلها في كل سنة إلى 310 مليون يورو.

## محتوى البرامج

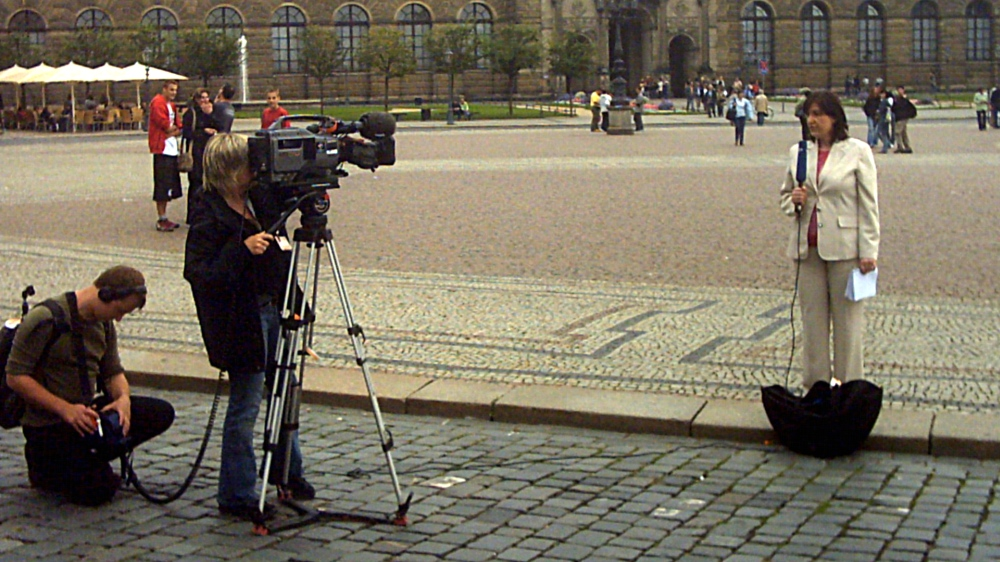
مراسلة تلفزيون صوت ألمانيا

البرامج الثابتة التي تُبث بشكل يومي هي النشرات الإخبارية على رأس كل ساعة، والأشرطة الوثائقية، والمجلات، والمواضيع الراهنة، يتم الإرسال على مدار الساعة بالتناوب بين الألمانية والإنجليزية لأمريكا الشمالية وأمريكا الجنوبية وأيضا ساعتين يوميا باللغة الإسبانية. كما تبث ثلاث ساعات يوميا باللغة العربية (عبر القمر الصناعي نايلسات).

## وصلات خارجية
- دويتشيه فيليه العربية
- البث المباشر لتلفزيون صوت ألمانيا